# قلعه سادووارا
قلعه سادووارا (به ژاپنی: 佐土原城, Sadowara-jō) یک قلعه ژاپنی به سبک بالای تپه است که در استان میازاکی در جنوب ژاپن قرار دارد. این قلعه به خاندان ایتو و خاندان شیمازو تعلق داشته‌است.